# 시우사구르 람굴람
시우사구르 람굴람 GCMG LRCP MRCS (1900년 9월 18일 – 1985년 12월 15일, 종종 차차 람굴람 이라고도 함)는 모리셔스의 의사, 정치인 및 정치가이다. 그는 제1대 총리, 제5대 총독을 역임했다.

## 어린 시절
1900년 9월 18일 모리셔스의 벨 리브(Belle Rive)에서 플락( Flacq) 지역의 힌두 인도-모리셔스 가정에서 태어났다. 그의 아버지 Moheeth 람굴람은 Kushwaha 카스트에 속한 인도 이민자 노동자였다. 모히스는 1896년 힌두스탄이라는 배를 타고 18세의 나이로 모리셔스에 왔다. 그의 형인 Ramlochurn은 해외에서 그의 재산을 찾아 비하르주의 Bhojpur 지역 에 있는 Harigaon의 고향 마을을 떠났다. Moheeth는 계약직 노동자 로 일하다가 나중에 Queen Victoria Sugar Estate에서 Sirdar(감독관)가 되었다. 1898년 Basmati Ramchurn과 결혼했을 때 그는 Belle Rive Sugar Estate로 이사했다. Basmati는 모리셔스에서 태어난 젊은 과부였다. 그녀에게는 이미 두 명의 아들이 있었다: Nuckchadee Heeramun과 Ramlall Ramchurn.
람굴람은 힌두교 공동체의 아이들이 모국어와 힌두 문화를 엿볼 수 있는 현지 저녁 학교(모리셔스 힌두어로 Baitka라고 함) 에서 인도 문화 와 철학인 Bhojpuri, 인도 문화 및 철학에 대한 초기 기반을 가지고 있었다. 교사( 구루 )는 기도와 노래를 가르쳤다. 베다, 라마야나, 우파니샤드 및 바가바드 기타 와 같은 신성한 경전에서 가져온 산스크리트어 기도와 다년생 가치도 가르쳤다.

그는 어머니도 모르는 사이에 시리스 부인이 운영하는 이웃 RCA(Roman Catholic Aided) 학교에 등록했다. 그는 역사, 지리, 영어, 프랑스어를 배웠다. 예비 초등학교를 졸업한 후 그는 기차를 타고 벨 에어 공립학교에 다녔고 6차 기준을 통과했다. 람굴람은 7세에 아버지를 잃었고 12세에 외양간에서 심각한 사고를 당해 왼쪽 눈을 다쳤다. 에, 그의 삼촌, 해리 Parsad Seewoodharry Buguth, 맹세 토지 측량에 탑승을 복용하는 동안 그는 크레 피페 소년 '정부 학교에서 자신의 장학금 클래스를 계속 크레 피페 . 그는 지역 정치와 마하트마 간디, 자와할랄 네루, 라쉬 베하리 보스가 이끄는 인도 독립을 위한 현재 투쟁에 대해 삼촌과 친구들 사이의 정치적 토론을 듣곤 했다. 이러한 초기 대화는 몇 년 후 그의 정치적 신념의 기초를 형성했다. 중학교 교육의 기초가 된 장학금 수업을 통해 람굴람은 Reverend Fowler와 Mr Harwood와 같은 교육을 받은 Royal College, Curepipe의 Junior Cambridge로 바로 진학할 수 있었다. 중등학교 졸업 후 람굴람은 조직 내 인종차별에도 불구하고 3개월간 공무원 생활을 했다.  .
그의 형제 Ramlall의 재정적 도움으로 람굴람은 영국에서 의학 연구를 시작할 수 있었다. 1921년에 람굴람은 마르세유 로 향하는 Messageries 해상의 배 중 하나를 타고 항해를 시작했고 기차를 타고 그의 최종 목적지인 런던까지 계속해서  파리에서 이틀을 경유했다. 프랑스 수도에서 그는 친구인 앙드레 지드와 앙드레 말로의 책을 구입했다. 그는 유니버시티 칼리지 런던 졸업하고 런던 정치경제대학교에서 강의를 듣다.
1939년 람굴람은 수실 람주라원 과 결혼했다. 그녀는 딸 Sunita(현재 Sunita Joypaul)와 아들 나빈 람굴람을 낳았다.

## 독립 이전의 정치 경력
1935년 그는 런던에서 의학 공부를 마친 후 모리셔스로 돌아왔고 시우사구르는 계약된 인도 노동자와 노예 아프리카인의 후손으로 구성된 대부분의 섬 인구의 생활과 노동 조건을 개선하기 위해 일했다. 1947년 람굴람은 노동당에 입당했다. 당시 당은 1936년 당을 창설한 최초의 창립자 Emmanuel Anquetil, Maurice Curé, Pandit Sahadeo, Renganaden Seeneevassen 및 Mamode Hassenjee, Jean Prosper, Barthelemy Ohsan, Samuel Barbe 및 Godefroy Moutia의 지도 하에 있었다. 1940년 9월과 제2차 세계 대전 중에 그는 보통선거, 경제 개혁, 사회 정의를 옹호 하는 노동당의 신문 어드밴스(Advance)의 창립자 중 한 명이 되었다. 람굴람은 Thumb Mark II라는 가명을 사용하여 섬의 기존 보수적인 설탕 과두 정치인에 도전한 일련의 기사를 썼다. 그는 또한 인도 문화 협회로 알려진 그룹의 회장으로 임명되었다. 시우사구르 람굴람도 프리메이슨 형제회에 합류했으며 Loge de la Triple Espérance 의 활동적인 회원이었다.
1940년부터 1953년까지 그는 포트 루이스에서 선출된 시의원이었고 1956년부터 1960년까지 재선되었다. 그 후 1956년 포트루이스 부시장으로 선출되었고 1958년 포트루이스 경이 되었다. 시우사구르 람굴람은 1940년부터 1948년까지 입법부 지명 의원으로 재직했다. 1948년 총선에서 그는 Pamplemousses-Rivière du Rempart의 입법부 의원으로 선출되었다. 그는 1953년, 1959년(Triolet) 및 1967년(Pamplemousses-Triolet)에 입법부 의원으로 재선되었다. 1948년과 1953년에는 집행이사회 위원으로도 임명되었다. 1951년부터 1956년까지 그는 공무원에 합류하여 교육 연락 담당관으로 일했으며 1956년 12월에 Pamplemousses-Triolet의 첫 MLA가 되었다. 1958년 식민지 정부는 그를 재무장관으로 임명했다.
그는 1956년 3월 Guy Rozemont 가 사망한 후 1959년부터 1982년까지 모리셔스 노동당을 이끌었다
1961년 런던에서 열린 헌법 회의에서 Parti Mauricien은 영연방 내에서의 독립보다는 영국과의 통합을 선호했다. 그러나 당시 영국은 이미 홍콩, 지브롤터, 포클랜드를 제외한 모든 식민지를 포기하기로 결정했다. 사실, 주사위는 이미 1959년에 해롤드 맥밀런 이 "아프리카에 부는 변화의 바람" 연설을 했을 때 이미 던져졌다. 1963년 총선 이후 , 당시 Parti Mauricien의 부대표였던 Gaetan Duval 은 다시 영국과의 통합을 위해 로비를 벌였다. 그러나 이것은 통합을 "모리셔스의 대다수 정당이 원하더라도" 통합을 "모리셔스에 대한 실질적인 제안"으로 간주하지 않은 영국인에 의해 다시 한 번 거부되었다.
영국 보수당 정부는 그가 모리셔스에서 전당 정부를 구성하도록 지원했다. 그의 노력은 1965년 6월 12일 여왕 탄생일에 기사 작위를 받았다.
1967년에 그는 Sookdeo Bissoondoyal (모든 모리셔스 영토에서 영국 행정부의 완전한 탈식민화와 제거를 옹호)이 이끄는 Independent Forward Bloc (IFB)와 Abdool Razack Mohamed 가 이끄는 Comité d'Action Musulman(CAM)과 협력했다. 힌두교 패권을 막기 위한 노력의 일환으로 이슬람교도와 기타 소수 민족 공동체를 보호하기 위한 헌법상의 보장을 위해) 독립당(모리셔스) 을 결성한다. 이 연합은 결국 1967년 모리셔스 총선 이후 1968년 영국으로부터의 독립으로 이어졌다.

## 독립 이후 정치경력
1969년에 그는 Gaetan Duval이 이끄는 정당의 라이벌인 Parti Mauricien Social Démocrate (PMSD)와 동맹을 맺었다. 이 동맹을 통해 람굴람은 이전 동맹국인 IFB 가 정부에서 물러났음에도 불구하고 권력을 유지할 수 있었다. 숙더비순도얄 의 IFB 의원들은 반대에 부딪쳤고 IFB 의원 중 일부는 장관직을 유지하기 위해 노동당으로 탈당했다.
1973년 프랑스는 시우사구르 람굴람을 Grand Officier de la Légion d'Honneur de la République Française로 승격시켰다. 동시에 그의 정치적 동맹자인 Gaetan Duval은 Commandeur de la Légion d'Honneur가 되었다 .
1967년부터 1982년까지 그의 여러 정부의 저조한 성과로 인해 그의 정당은 1982년 총선에서 패배하여 그의 후보자 중 누구도 의회에 선출되지 않았다. 그는 노동당의 추가 몰락으로 이어진 의원직을 잃었다. 그런 다음 그는 MSM이라는 이름의 새로 형성된 정당과 전 MMM 지도자인 Anerood Jugnauth가 1983년 선거에서 승리하도록 도왔다. 노동당은 MSM-노동당 연립 정부에서 소수 정당이 되었고 람굴람은 1985년 사망할 때까지 총독으로 임명되었다. 람굴람은 1982년 선거에서 패배한 후 새 정당인 Mouvement Patriotique Mauricien(MPM)을 결성하고 이끌었던 후 노동당으로 복귀한 1984년 Satcam Boolell 경에 의해 노동당의 지도자가 되었다. Boolell은 1991년까지 노동당의 당수직을 유지했다.
람굴람은 1976년부터 1977년까지 아프리카 통일 기구(Organization of African Unity)의 의장이기도 했다.

## 유산과 인정

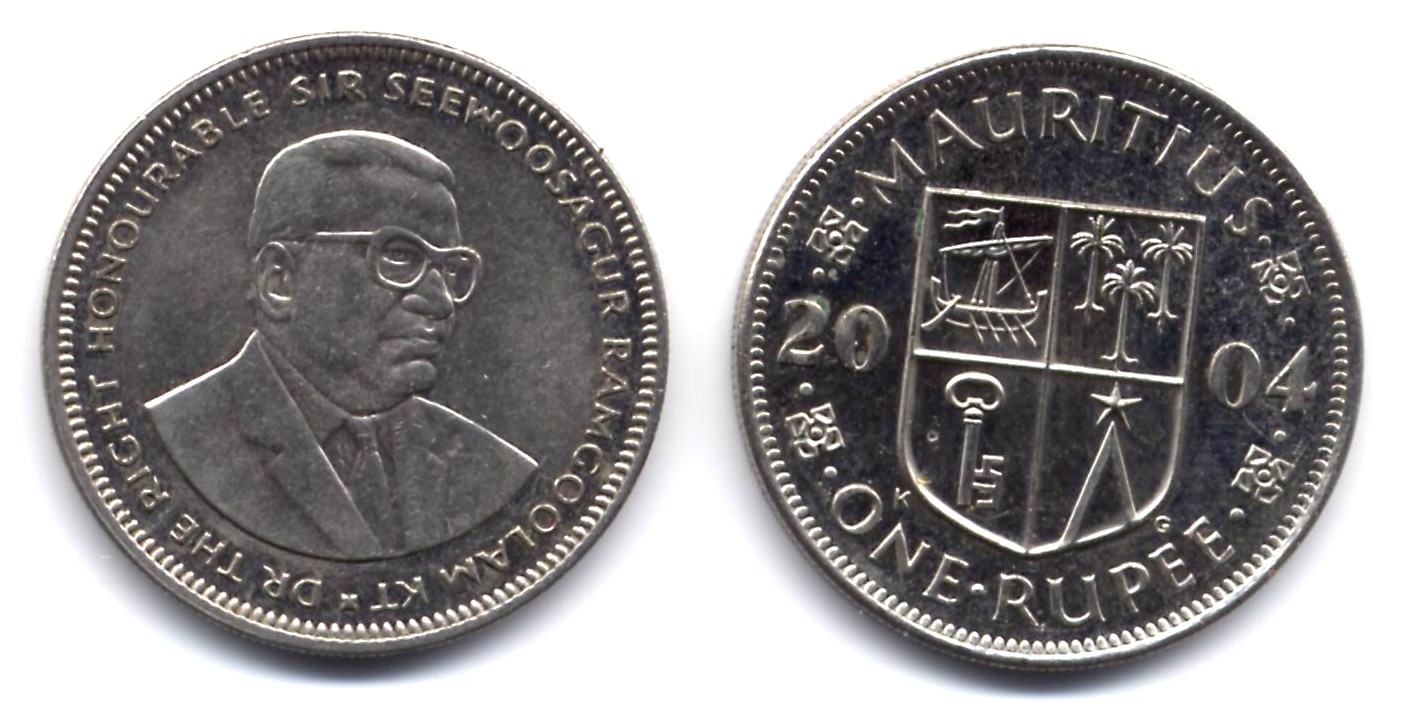
시우사구르 람굴람 경의 초상화가 표시된 1루피 동전

모리셔스의 다양한 거리와 공공 장소는 SSR(Sir 시우사구르 람굴람)의 이름을 따서 명명되었다. SSR 식물원, 노인을 위한 레크리에이션 센터, SSR 의과 대학, Pamplemousses SSR 국립 병원(폐기된 Royal Alfred 천문대 부지에 있음) ), 이전에는 Plaisance International Airport라고 불렸던 섬의 주요 공항 과 Kewal Nagar(이전에는 Belle Rive라고 불렸던 작은 마을)이다. 그는 또한 모든 모리셔스 루피 동전과 2,000 루피의 최고 지폐에 대해 계산한다. 그를 기리는 기념물은 포트 루이스의 카우단 워터프런트에 있는 시우사구르 람굴람 식물원 경 , 심지어 인도 비하르의 파트나 근처에 있는 SSR의 조상 마을에도 세워져 있다.